# Nucleosoma

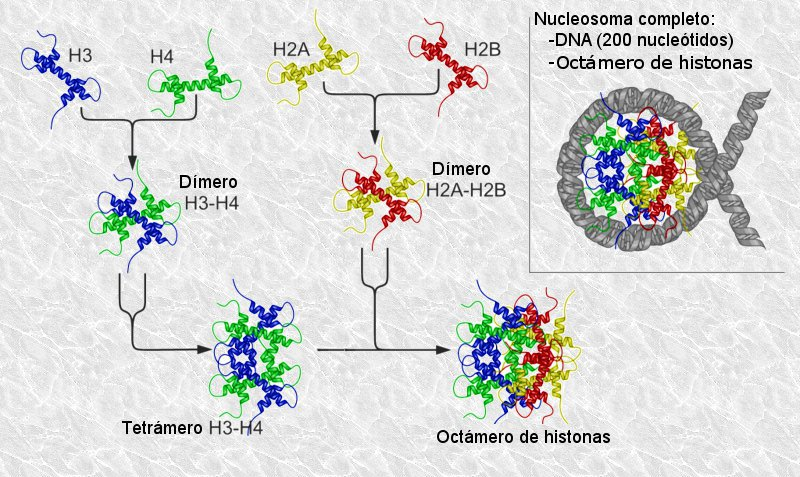
Representación esquemática del ensamblaje de histonas nucleares en el nucleosoma. A la derecha se muestra un nucleosoma completo.

El nucleosoma es la unidad estructural fundamental de la cromatina, la cual es la forma de empaquetamiento del ADN dentro de los cromosomas de las células eucariotas. Un nucleosoma se compone de, aproximadamente, 145-150 pares de bases de ADN superenrolladas alrededor de un núcleo de 8 histonas, conocido como octámero. Cada octámero de histonas se compone de dos copias de cada proteína H2A, H2B, H3 y H4, exceptuando histona H1, ya que sólo se compone de una copia de este último.
Los nucleosomas se organizan como cuentas de un collar, las cuales, a su vez, se pliegan sobre sí mismas repetidas veces hasta conformar un cromosoma. Cada célula humana contiene 30 millones de nucleosomas aproximadamente. Las histonas son proteínas ricas en aminoácidos básicos y altamente conservadas a través de la escala filogenética.

## Descubrimiento
En 1974, los investigadores Don y Ada Ollins fueron los primeros en observar los nucleosomas, mediante microscopía electrónica, como partículas esféricas de 70 Å de diámetro en la cromatina. En el mismo año, Roger Kornberg los identificó y propuso su estructura, basándose en las siguientes en los siguientes resultados:
- La cromatina contiene aproximadamente el mismo número de moléculas de histonas H2A, H2B, H3 y H4 y no más de la mitad de H1.
- La H1 reside fuera de la partícula nuclear del nucleosoma, esta se une al ADN espaciador que conecta una partícula del nucleosoma con la siguiente partícula.
- La cristalografía de rayos X indicó que en la cromatina existe una estructura regular que se repite cada 100 Å sobre la fibra. Este mismo patrón se observa cuando ADN purificado se mezcla con cantidades equimolares de histonas, excepto H1.
- Micrografías electrónicas de la cromatina revelaron que consiste en partículas de aproximadamente 100 Å de diámetro conectadas mediante ADN desnudo (como un collar de cuentas) y son aparentemente las responsables del patrón de rayos X.
- Controlando el tiempo de digestión de la cromatina con la nucleasa de micrococo (que rompe la doble hebra del ADN), se obuvieron fragmentos cuyo ADN tenía tamaños siempre múltiplos de, aproximadamente, 200 pares de bases (cuantificado mediante experimentos de electroforesis en gel).
- Experimentos de entrecruzamiento indicaron que las histonas H3 y H4 se asocian para formar el heterotetrámero (H3)2(H4)2.

Las observaciones de Kornberg lo llevaron a concluir que el nucleosoma está formado por el octámero (H2A)2(H2B)2(H3)2(H4)2, además de aproximadamente 200 pares de bases de ADN. En contacto directo con el centro del octámero hay 140-147 pares de bases. Entre dos octámeros adyacentes, el ADN espaciador tiene una longitud de 20-100 pb. Kornberg postuló que la quinta histona, H1, estaba asociada de alguna manera en el exterior del nucleosoma.
Cuando el ADN se replica in vivo, las hebras hijas son incorporadas inmediatamente en nucleosomas. Cuando el ADN se replica en presencia de cicloheximida (inhibidor de la síntesis de proteínas), solo una hebra hija tiene nucleosomas.
Posteriormente en 1987, los investigadores Lorch et al. demostraron in vitro el rol de los nucleosomas como reguladores de la transcripción y en 1988, Hans y Grunstein y Clark-Adams et al. lo demostraron in vivo.

## Estructura

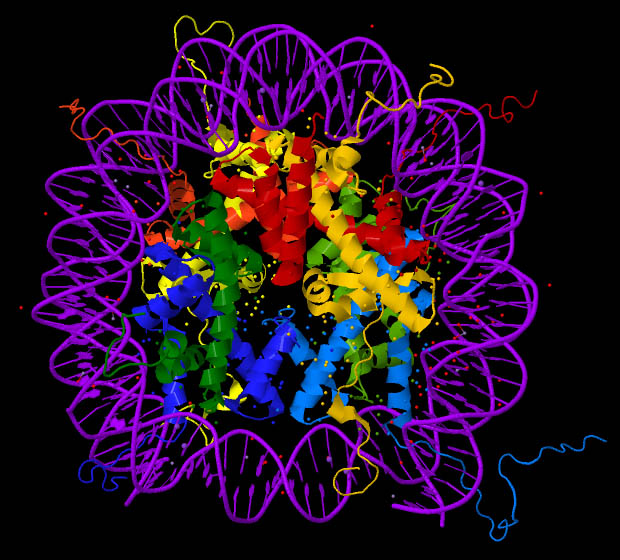
Reconstrucción de la estructura de la partícula central de un nucleosoma. Las Histonas H2A, H2B, H3 y H4 están coloreadas, y a su alrededor se observa la cadena de ADN en color violeta (Estructura extraída de PDB: 1EQZ)

### Partícula central del nucleosoma
La partícula central del nucleosoma se compone de una región de ADN de 140-147 nucleótidos de longitud, la cual envuelve el octámero de histonas en 1,7 vueltas en un superenrollamiento negativo o levógiro. El octámero se compone de las histonas centrales H2A, H2B, H3 y H4, cada una en parejas de dos. Entre cada nucleosoma consecutivo existe un fragmento de ADN, llamado ADN espaciador, cuya longitud varía entre 20 y 100 nucleótidos en función de la especies y el tipo celular. La estructura completa conforma una hélice de 11 nm de diámetro y 5,5 nm de altura.
Estas partículas se pueden observar mediante microscopía electrónica cuando la cromatina se encuentra en interfase y se fuerza su desempaquetamiento mediante una digestión parcial con ADNasa. Esto genera una estructura con forma de "collar de cuentas o de perlas", donde la cuerda del collar se corresponde al ADN y las cuentas/perlas a los nucleosomas. La digestión con ADNasa de las regiones de ADN más accesibles, aquellas que no están unidas al nucleosoma, genera fragmentos de longitudes múltiplo de, aproximadamente, 200 nucleótidos. Mediante la técnica de electroforesis en gel se puede observar este patrón de fragmentación. Este tipo de digestión del ADN también puede ocurrir en condiciones naturales durante la apoptosis o muerte celular programada.

### Extremos N- y C-terminal

Reconstrucción tridimensional de dos nucleosomas adyacentes. Se observa su estrecha relación espacial. Se pueden ver las hebras de ADN espaciador.

La extensión de las colas N- y C-terminal de las histonas supone hasta un 30% de su masa, pero no son visibles en las estructuras de los nucleosomas obtenidas por cristalografía debido a su alta flexibilidad intrínseca, por lo que se cree que no siguen estructuras definidas. Los extremos N-terminal de las histonas H3 y H2B se colocan a través de los canales formados por las dos hebras del ADN, sobresaliendo del ADN cada 20 pares de bases. Por otra parte, la cola N-terminal de la histona H4 contiene una región de alto contenido de aminoácidos básicos (16-25), los cuales forman en la estructura de cristalografía interacciones con regiones altamente ácidas del dímero H2A-H2B de otros nucleosomas. Esto es potencialmente relevante para la estructura de los nucleosomas. Se cree que estas interacciones ocurren en condiciones fisiológicas normales y sugiere que la acetilación de la cola de H4 afecta la estructura superior de la cromatina.

### Estructura de la cromatina
La repetición de los nucleosomas, en colaboración con la histona H1 en cada uno y con el ADN espaciador, forma una fibra compacta de 30 nm, la cual reduce hasta 50 veces la longitud del ADN. Para que se produzca la transcripción del ADN, el ADN debe separarse de las histonas. En estado desplegado se conoce como: Eucromatina. Actualmente se cree que la eucromatina corresponde a la configuración de 11 nm y la heterocromatina a la de 30nm.

## Ensamblajein vivo

### H3 y H4
Las histonas H3 y H4 de nucleosomas viejos desensamblados se mantienen distribuidas al azar cerca del ADN, tras su replicación. El complejo CAF-1 (Chromatin Assembly Factor-1), el cual se compone de tres subunidades (p150, p60, p48) se encarga de ensamblarlas. Por otra parte, las histonas H3 y H4 recién sintetizadas son ensambladas por el complejo RCAF (Replication Coupling Assembly Factor). RCAF contiene la subunidad Asf1, la cual se une a H3 y H4. Las histonas H3 y H4 viejas conservan sus modificaciones químicas, lo cual contribuye a la transmisión de los caracteres epigenéticos, mientras que las recién sintetizadas se acetilan gradualmente en diferentes residuos de lisina como parte del proceso de maduración de la cromatina. También se cree que las histonas viejas reclutan enzimas modificadoras de enzimas hacia las nuevas, contribuyendo con la memoria epigenética.

### H2A y H2B
A diferencia de las histonas H3 y H4 viejas, las H2A y H2B viejas son liberadas y degradadas, por lo que se incorporan otras recién sintetizadas a los nuevos nucleosomas. H2A y H2B se ensamblan en dímeros, los cuales se unen al nucleosoma mediante la acción de la proteína NAP-1 (Nucleosome Assembly Protein-1), encargada de dirigir el deslizamiento de los nucleosomas. También interfieren complejos remodeladores de la cromatina dependientes de ATP, los cuales contienen enzimas como Isw1, Ino80 y Chd1, los cuales se encargan de ensamblar los nucleosomas en estructuras de mayor orden.

## Ensamblajein vitro
Es posible ensamblar nucleosomas en condiciones in vitro, ya sea  a partir de histonas nativas purificadas o histonas recombinantes. Una técnica estándar para incorporar el ADN alrededor de las histonas es mediante el uso de diálisis salinas, pudiendo incubar secuencias de ADN y octámeros de histonas a una concentración salina 2 M. Al reducir progresivamente la concentración salina, el ADN se enrolla en torno a los octámeros de histonas, formando los nucleosomas. En condiciones adecuadas, este proceso de recomposición permite modular la afinidad de un nucleosoma por una secuencia de ADN determinada, la cual puede ser mapeada experimentalmente.

### Producción mediante puentes disulfuro
Es posible producir las partículas centrales de los nucleosomas, potenciando su estabilidad mediante la formación de puentes disulfuro en sitios específicos. Se pueden introducir dos tipos de puentes disulfuro. Por una parte, se unen las dos copias de H2A al introducir residuos de cisteína (N38C), formando un octámeros más estable frente a la pérdida de dímeros H2A-H2B durante la reconstitución de los nucleosomas. Por otra parte, se puede introducir un segundo puente entre los extremos N-terminal de las histonas H3 y el extremo del ADN vía la incorporación de nucleótidos modificables. Este entrecruzamiento octámeros-ADN estabiliza la partícula central del nucleosoma frente a la disociación del ADN a bajas concentraciones de proteína y altas de concentraciones salinas.